# Blade (estudio de animación)
Blade Co., Ltd. (株式会社BLADE Kabushiki-gaisha Burēdo?) es un estudio de animación japonés fundado el 6 de julio de 1990 en Nerima, Tokio.

## Historia
Fundada el 6 de julio de 1990. El 1 de febrero de 2011, estableció un departamento de producción de animación.
El 1 de diciembre de 2014, el nombre de la empresa cambió de TOKYO ANIMAIDPLAZA Co., Ltd. a BLADE Co., Ltd.. Al mismo tiempo, Noboru Yoshida fue designado nuevo presidente y director ejecutivo.
El nombre de la empresa, BLADE, tiene el significado de ir siempre hacia adelante sin olvidar una actitud agresiva y convertirse en una espada que abre el mundo de la animación, que es un mundo de expresión. En última instancia, también tiene el significado de "servidor blade" porque pretende cubrir no solo la animación y el video, sino también el negocio de los personajes, etc.

## Trabajos

### Series de televisión
| Año  | Título                                            | Director(es)                | Fecha de primera transmisión | Fecha de última transmisión | Eps. | Notas | Refs.         |
| ---- | ------------------------------------------------- | --------------------------- | ---------------------------- | --------------------------- | ---- | --- | ------------- |
| 2016 | Cheating Craft                                    | Keitaro Motonaga            | 5 de octubre de 2016         | 21 de diciembre de 2016     | 12   | Adaptación de la novela china escrita por Gemini Xin Luo.                                                                 | [ 5 ]         |
| 2018 | Gin no Guardian II                                | Li Haoling Ken Andō         | 13 de enero de 2018          | 17 de febrero de 2018       | 6    | Adaptación del manhua escrito por Zero League e ilustrado por Moon Cake. Coproducción junto a Emon.                       | [ 6 ]         |
| 2020 | Iwa Kakeru! Climbing Girls                        | Tetsurō Amino               | 3 de octubre de 2020         | 20 de diciembre de 2020     | 12   | Adaptación del manga escrito e ilustrado por Ryūdai Ishizaka.                                                             | [ 7 ]         |
| 2022 | Shijō Saikyō no Daimaō, Murabito A ni Tensei Suru | Mirai Minato                | 6 de abril de 2022           | 22 de junio de 2022         | 12   | Adaptación de las novelas ligeras escritas por Myōjin Katō e ilustradas por Sao Mizuno. Coproducción junto a Silver Link. | [ 8 ]         |
| 2022 | Saikin Yatotta Maid ga Ayashii                    | Mirai Minato Misuzu Hoshino | 23 de julio de 2022          | 8 de octubre de 2022        | 11   | Adaptación del manga escrito e ilustrado por Wakame Konbu. Coproducción junto a Silver Link.                              | [ 9 ]         |
| 2023 | LV1 Maō to One Room Yūsha                         | Keisuke Inoue               | 3 de julio de 2023           | 18 de septiembre de 2023    | 12   | Adaptación del manga escrito e ilustrado por toufu. Coproducción junto a Silver Link.                                     | [ 10 ]        |
| 2024 | Dosanko Gal wa Namara Menkoi                      | Mirai Minato Misuzu Hoshino | 9 de enero de 2024           | 26 de marzo de 2024         | 12   | Adaptación del manga escrito e ilustrado por Kai Ikada. Coproducción junto a Silver Link.                                 | [ 11 ] [ 12 ] |
| 2025 | Kono Kaisha ni Suki na Hito ga Imasu              | Naoko Takeichi              | 6 de enero de 2025           | 24 de marzo de 2025         | 12   | Adaptación del manga escrito e ilustrado por Akamaru Enomoto.                                                             | [ 13 ] [ 14 ] |
| 2025 | Tomodachi no Imōto ga Ore ni Dake Uzai            | Kazuomi Koga                | Octubre de 2025              | —                           | —    | Adaptación de las novelas ligeras escritas por Ghost Mikawa e ilustradas por Tomari.                                      | [ 15 ] [ 16 ] |
| —    | Himekishi-sama no Himo                            | Chihiro Kumano              | —                            | —                           | —    | Adaptación de las novelas ligeras escritas por Tōru Shirogane e ilustradas por Saki Mashima.                              | [ 17 ]        |

### ONAs
| Año  | Título                                 | Director(es)            | Fecha de primera transmisión | Fecha de última transmisión | Eps. | Notas                                                                  | Refs.  |
| ---- | -------------------------------------- | ----------------------- | ---------------------------- | --------------------------- | ---- | ---------------------------------------------------------------------- | ------ |
| 2018 | Yin Yang Shi: Ping An Wu Yu            | Tetsurō Amino           | 21 de abril de 2018          | 8 de julio de 2018          | 12   | Adaptación de un videojuego. Coproducción junto a Thundray.            | [ 18 ] |
| 2019 | Yin Yang Shi: Ping An Wu Yu 2nd Season | Tetsurō Amino           | 26 de junio de 2019          | 26 de octubre de 2019       | 12   | Secuela de Yin Yang Shi: Ping An Wu Yu. Coproducción junto a Thundray. | [ 18 ] |
| 2019 | Nu Wushen de Canzhuo                   | Meng Sun Naoko Takeichi | 28 de junio de 2019          | 30 de agosto de 2019        | 10   | Adaptación de un videojuego. Coproducción junto a Thundray.            | [ 19 ] |
| 2020 | Nu Wushen de Canzhuo II                | Meng Sun Naoko Takeichi | 17 de julio de 2020          | 19 de septiembre de 2020    | 8    | Secuela de Nu Wushen de Canzhuo. Coproducción junto a Thundray.        | [ 20 ] |

### Como productores
- Donten ni Warau Gaiden: Ketsubetsu, Yamainu no Chikai (película, 2017)[18]
- Donten ni Warau Gaiden: Shukumei, Soutou no Fuuma (película, 2018)[18]
- Donten ni Warau Gaiden: Ouka, Tenbou no Kakehashi (película, 2018)[18]